# Michael Decker
Michael Decker (* 24. Dezember 1965 in Ludwigshafen am Rhein) ist deutscher Physiker und seit 1. Juni 2025 Generaldirektor des Deutschen Museums in München sowie Inhaber des Oskar-von-Miller-Lehrstuhls für Wissenschaftskommunikation an der Technischen Universität München.

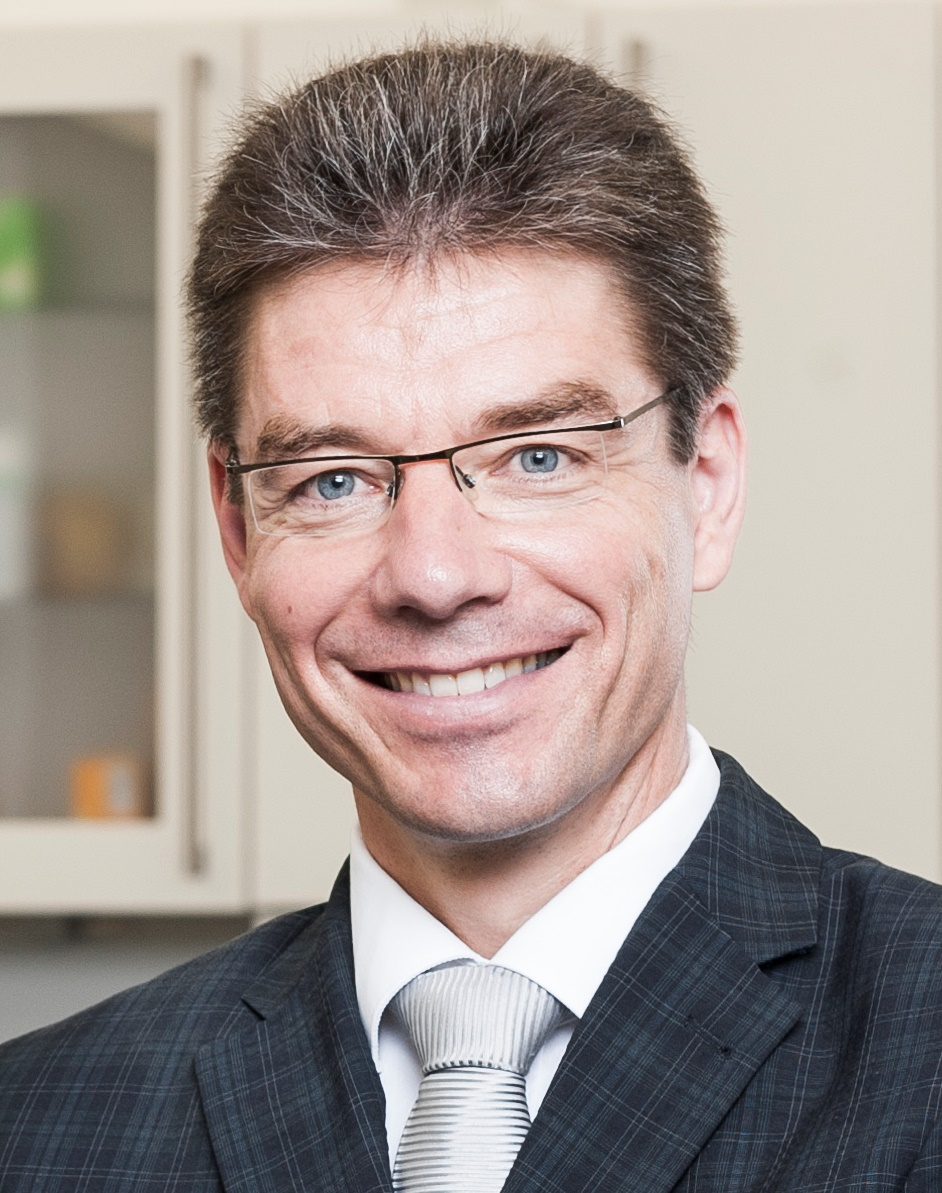
Michael Decker (2015)

## Leben und Werk
Nach dem Studium der Physik mit Nebenfach Wirtschaftswissenschaften (Abschluss 1992) promovierte er 1995 zum Dr. rer. nat. an der Universität Heidelberg mit einer Arbeit zur Spektroskopie an Sauerstoff in der Hochdruckverbrennung. 2006 wurde er an der Albert-Ludwigs-Universität im Bereich der angewandten Wissenschaften mit einer Arbeit zur angewandten interdisziplinären Forschung in der Technikfolgenabschätzung (TA) habilitiert.
Von 1993 bis 1995 war Decker wissenschaftlicher Mitarbeiter am Physikalisch-Chemischen Institut der Universität Heidelberg, 1995–1996 wissenschaftlicher Mitarbeiter beim Deutschen Zentrum für Luft- und Raumfahrt (DLR) in Stuttgart und von 1997 bis 2002 wissenschaftlicher Mitarbeiter an der Europäischen Akademie Bad Neuenahr-Ahrweiler. Seit 2003 war er wissenschaftlicher Mitarbeiter am Institut für Technikfolgenabschätzung und Systemanalyse (ITAS) in Karlsruhe. Seit 2004 war er stellvertretender Institutsleiter und seit 2014 gemeinsam mit Armin Grunwald Leiter des ITAS. Seit 2009 war er zudem Universitätsprofessor für Technikfolgenabschätzung am Institut für Philosophie am Karlsruher Institut für Technologie (KIT).
Seit 2015 ruhte die Institutsleitung des ITAS und Michael Decker leitete den Bereich „Informatik, Wirtschaft und Gesellschaft“, einen von insgesamt fünf Bereichen des KIT. Neben den KIT-Fakultäten für Informatik, Wirtschaftswissenschaften und Geistes- und Sozialwissenschaften verantwortete Decker innerhalb des KIT die Helmholtz-Forschungsprogramme „Engineering Digital Futures“ und „Energy Systems Design“.
2021 wurde Decker in die Deutsche Akademie der Technikwissenschaften gewählt.
Am 29. Mai 2025 wurde bekannt, dass Decker am 1. Juni 2025 die Nachfolge von Wolfgang M. Heckl als Generaldirektor des Deutschen Museums sowie als Inhaber des Oskar-von-Miller-Lehrstuhls für Wissenschaftskommunikation an der Technischen Universität München antreten wird.

## Weitere Funktionen
- Vorsitzender des Fachbeirats “Technik im Dialog” und Mitglied im Berufspolitischen Beirat des Vereins Deutscher Ingenieure (VDI)[5]
- Vorsitzender des Beraterkreises "Innovations- und Technikanalyse" des Bundesministeriums für Bildung und Forschung (BMBF)[6]
- Sprecher des Netzwerk für Technikfolgenabschätzung (NTA)[7]

## Schriften (Auswahl)
Michael Decker hat zahlreiche Artikel und Bücher verfasst und herausgegeben. Zu den wichtigsten zählen:
- M. Decker, S. Bellucci, S. Bröchler, C. D'Anna-Huber, M. Nentwich, L. Rey, M. Sotoudeh (Hrsg.): Technikfolgenabschätzung im politischen System. Zwischen Konfliktbewältigung und Technologiegestaltung. edition sigma, Berlin 2014.
- M. Decker, M. Gutmann (Hrsg.): Robo- and Informationethics – Some fundamentals. (= Hermeneutik und Anthropologie. Band 3). LIT, Zürich / Berlin 2012.